# EFS-kyrkan, Sundsvall
EFS-kyrkan är en kyrkobyggnad i Stenstan i centrala Sundsvall. Den tillhör EFS Sundsvall.

## Kyrkobyggnaden
Församlingens första kyrka, Sjömanskyrkan, som ritats av Petter Georg Sundius slukades av lågorna i Sundsvallsbranden 1888.
Efter branden beslutades att man skulle bygga en ny sjömanskyrka närmre hamnen. Den nya kyrkan, i korsningen mellan Köpmangatan och Strandgatan, kunde invigas tre år senare den 20 december 1891. Den hade ritats av Gustaf Hermansson och var i romansk stil. Kyrkan fick namnet Sjömanskapellet. Namnet byttes senare till Lutherska kapellet.
Kyrkan genomgick en omfattande renovering 1922 då ett golv delade upp kyrksalen i två plan. Övre planet blev den nya kyrksalen och i bottenplanet inreddes en mindre samlingssal och en bostadslägenhet.
1934 byttes kaminerna ut mot vattenburen värme med en kokspanna för uppvärmningen. 
I samband med en renovering 1977, som inkluderade en hissinstallation, ändrades kyrkans namn till det nuvarande, EFS-kyrkan.